# Constantinople Records
Constantinople Records är ett amerikanskt skivbolag startat 2000 av The Smashing Pumpkins frontfigur Billy Corgan som fortfarande är ägare. Inte mycket är känt om skivbolaget, som heller inte har någon officiell webbplats. De enda skivorna som givits ut på skivbolaget har hittills varit The Smashing Pumpkins egna album.

## Diskografi
- CR-01: Den första EP:n i Machina II/The Friends & Enemies of Modern Music
- CR-02: Den andra EP:n i Machina II
- CR-03: Den tredje EP:n i Machina II
- CR-04: Dubbel-LP:n i Machina II
- CR-05: Live at Cabaret Metro 10-5-88